# Gustave Danneels
Gustave Danneels (Loos-en-Gohelle (Frankrijk), 6 september 1913 – Knokke, 13 april 1976), bijgenaamd 'Mijnheer Parijs-Tours', was een Belgisch profwielrenner.
Zijn bijnaam had hij te danken aan zijn drie overwinningen in Parijs-Tours. 
Hij was professional van 1934 tot 1946. 
Gedurende zijn profcarrière wist hij 16 overwinningen te boeken. Hij is de oom van oud-profwielrenner Guido Reybrouck die eveneens drie maal Parijs-Tours won.
In 1936 kreeg hij bij de overwinning in Parijs-Tours, als eerste renner ooit, de "Gele wimpel" uitgereikt, de onderscheiding voor het hoogste uurgemiddelde behaald in een internationale klassieker.
Van 1934 tot 1943 reed hij steeds in dienst van de Franse ploeg Alcyon.

## Lijst van overwinningen en andere ereplaatsen
1931

- 1e in NK op de weg voor nieuwelingen

1933

- 1e in NK op de weg voor onafhankelijken

1934

- 1e in GP d'Europe (Rijsel)
- 1e in Parijs-Tours.
- 3e in het WK op de weg te Leipzig.

1935

- 1e in het Belgisch Kampioenschap op de weg te Floreffe.
- 1e in de tweede etappe Ronde van België.
- 3e in het WK op de weg te Floreffe.

1936

- 1e in Parijs-Tours.
- 1e in de derde etappe van Parijs-Nice.
- 1e in de zesde etappe van Parijs-Nice.

1937

- 1e in Parijs-Tours.
- 1e in de elfde etappe, deel B van de Ronde van Frankrijk.

1938

- 1e in 4e etappe Tour du Sud-Ouest
- 1e in 5e etappe Tour du Sud-Ouest

## Resultaten in voornaamste wedstrijden
| Jaar | Ronde van Italië | Ronde van Frankrijk | Ronde van Spanje |
| ---- | ---------------- | ------------------- | ---------------- |
| 1934 |                  |                     |                  |
| 1935 |                  | opgave              |                  |
| 1936 |                  | opgave              |                  |
| 1937 |                  | opgave (1)          |                  |
| 1938 |                  |                     |                  |

| Jaar | Gent-Wevelgem | Parijs-Roubaix | Parijs-Tours |  | WK op de weg |
| ---- | ------------- | -------------- | ------------ |  | ------------ |
| 1934 | 16e           | 11e            | Goud         |  | ↑            |
| 1935 |               | 12e            |              |  | ↑            |
| 1936 |               | 15e            | Goud         |  | opgave       |
| 1937 |               | 6e             | Goud         |  | opgave       |
| 1938 |               |                | 46e          |  |              |